# Residencial Cecadys
Residencial Cecadys är en ort i Mexiko.   Den ligger i kommunen Córdoba och delstaten Veracruz, i den sydöstra delen av landet, 230 km öster om huvudstaden Mexico City. Residencial Cecadys ligger 957 meter över havet och antalet invånare är 556.
Terrängen runt Residencial Cecadys är huvudsakligen kuperad, men den allra närmaste omgivningen är platt. Runt Residencial Cecadys är det tätbefolkat, med 550 invånare per kvadratkilometer. Närmaste större samhälle är Córdoba, 4,6 km sydost om Residencial Cecadys. Trakten runt Residencial Cecadys består till största delen av jordbruksmark.